# まいまいず井戸

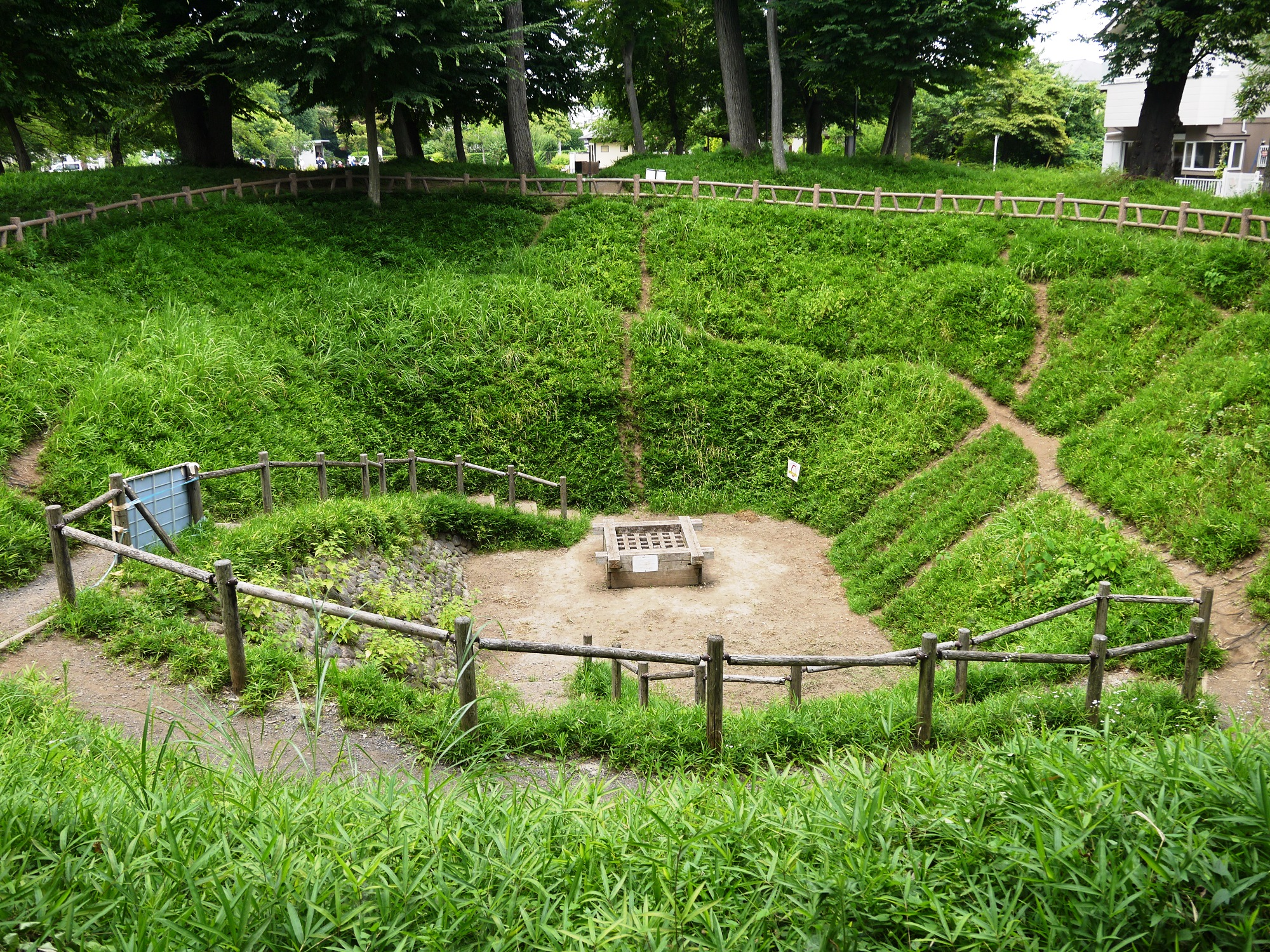
東京都青梅市所在の青梅新町の大井戸（東京都指定史跡）。

まいまいず井戸（まいまいずいど）とはかつて武蔵野台地で数多く掘られた井戸の一種である。井戸は地表面をすり鉢状に掘り下げてあり、すり鉢の底の部分から更に垂直の井戸を掘った構造をしている。すり鉢の内壁に当たる部分には螺旋状の小径が設けられており、利用者はここを通って地表面から底部の垂直の井戸に向かう。
東京都多摩北部地域から埼玉県西部に多く見られ、同様の構造を持つ井戸は伊豆諸島や群馬県の大間々扇状地などにも存在した。

## 由来
「まいまい」はカタツムリの事であり、井戸の形がその殻に似ている事から「まいまいず井戸」と呼ばれる。「まいまいず井戸」は既に古代から存在し、武蔵野の歌枕として知られる「ほりかねの井」（堀兼之井、堀難之井）がこれを指すものと見られる。
など、和歌や文学作品に多数登場する。埼玉県狭山市堀兼に「堀兼之井」の旧跡が現存するが、「ほりかねの井」という言葉が、特定の井戸を指すものかどうかについては不詳である。「まいまいず井戸」全般を指す一般名詞とも考えられ、「まいまいず井戸」は武蔵野を象徴するものとして平安時代の都人にまで知られていたようである。江戸時代には「まいまいず井戸」に関する考証が盛んに行われたが、江戸時代後期に編纂された『新編武蔵風土記稿』には「『ほりかねの井』と称する井戸跡は各地にあり、特定の井戸のことと定めるのは難しい」との記述がある。
こうした独特の構造の井戸が掘られた背景には、武蔵野台地特有の地質学的背景がある。武蔵野台地は多摩川によって形成された扇状地であり、武蔵野台地には脆い砂礫層の上に更に火山灰の層があるため、特に国分寺崖線から上は地表面から地下水脈までの距離が長い。従って武蔵野台地では他の地域よりも深い井戸を掘らなければ地下水脈に達しないにも拘らず、地層が脆いために地下水脈まで垂直な井戸を掘ることが出来ない時代が長かったのである。そこで、一旦地表面からすり鉢状に地面を掘り下げて砂礫層の下の粘土層を露出させ、そこから改めて垂直の井戸を掘って地下水脈に至るという手段が採用された。一般の井戸に比べてこのような「掘り難い」方法によって掘られた井戸が「まいまいず井戸」である。

## 各地のまいまいず井戸
七曲井
埼玉県狭山市北入曽1366 常泉寺観音堂境内
昭和24年（1949年）、埼玉県指定文化財・史跡。
現在残るまいまいず井戸の中では大型のものであり、すり鉢部上部直径18から26 m、底部直径5 m、深さ11.5 mほどある。井筒部はほぼ中央にあり、松材で組んだ井桁を持つ。
名称の由来はすり鉢の内壁に当たる部分の螺旋状の小径が井戸端まで7回曲がってたどりつくようになっていた（「七曲道」）ことによる。
掘られた時期ははっきりしないが古代から存在していたものと見られ、日本武尊により掘られたという伝説があるほか、平安時代前期に武蔵国府により掘られたという説がある。
古代の官道東山道武蔵路の枝道「入間路」に遡る鎌倉街道上道の本道沿い、不老川の川べりにあり、旅行者などにより盛んに使用されたものと見られ、江戸時代に至るまで井戸として機能していた。
最後の改修は宝暦9年（1759年）に行われている。昭和45年（1970年）に発掘調査を行い史跡として整備。平成17年（2005年）から平成18年（2006年）に再整備。
現在水は枯れており、「七曲道」も法面補強のため一部埋められている。
狭山市立博物館にまいまいず井戸をかたどった「舞い舞いホール」と井戸の模型がある。
なお、同井戸所在地の小字名は「堀難井」である。
すり鉢部上部井戸端に小祠があり、水神「七曲井水神宮」が祀られている。
堀兼之井
埼玉県狭山市堀兼2220-1 堀兼神社境内
昭和36年（1961年）、埼玉県指定文化財・旧跡。
すり鉢部直径7.2 m、深さ1.9 m。法面は石で固められ、井戸の中央には石組の井桁がある。現在は大部分が埋まっている。
掘られた時期ははっきりしないが、鎌倉街道上道の枝道沿いにあるため、旅行者などのために七曲井同様古代の街道整備時に掘られたとも考えられている。
江戸時代に「ほりかねの井」に関する議論が盛んになったことを受け、宝永5年（1708年）に川越藩主秋元喬知が家臣岩田彦助に命じてこの場所にあった窪地・井戸跡を「堀兼之井」に比定、石碑を建てさせてから広く知られるようになった。
また天保13年（1842年）には少納言清原宣明の漢詩を刻んだ石碑を堀金（兼）村名主宮沢氏が建てている。
同じく鎌倉街道上道の枝道沿いの狭山市堀兼2332には八軒家之井もあり、長径16.5 m・短径14.5 m・深さ3 m。掘られた時期等は不明ながら堀兼之井と同一の性格・構造を有する井戸と見られる。
現在の狭山市堀兼・入曽地区などには江戸時代、まいまいず井戸が計14あったと伝わる。
府中市郷土の森博物館
東京都府中市寿町で発掘された平安時代のまいまいず井戸を公園内に復元したもの。府中町2丁目など、武蔵国府関連遺跡において5つの大きな井戸が発見されているが、国庁北側のハケの上面など湧水が少ない場所からの発掘となっている。
五ノ神まいまいず井戸
東京都羽村市五ノ神1-1 五ノ神神社境内
1952年、東京都指定史跡。
直径16 m、深さ4 m。
1979年に羽村町教育委員会が設置した案内板によると、創始の典拠は無いが鎌倉時代の創建と推定されている。
1962年に地元民が自費で修復、その後数回の修復が行われている。
青梅新町の大井戸
東京都青梅市新町2-27 大井戸公園内
東京都指定史跡。
現在残るまいまいず井戸の中では大型のものであり、東西約22 m、南北約33 m、深さ7 mほどある。
掘られた時期ははっきりしないが、武蔵野の原野を走る「古青梅街道」と「今寺道（秩父道）」の二本の古道が交差する位置にあることから、江戸時代の開発以前から旅行者が用いていた井戸と見られる。
昭和62年（1987年）に最初の発掘調査が行われ、東京都が史跡として整備した。大井戸公園内にはまいまいず井戸をかたどった噴水がある。
渕上の石積井戸
東京都あきる野市渕上330 開戸センター内
あきる野市指定史跡。あきる野百景の59番。
長径7.5 m、短径5.5 m、深さは3.2 mで石積みが特徴。中近世期に掘られた可能性がある。
八重根のメットウ井戸
東京都八丈町大賀郷（八重根）
昭和55年（1980年）2月21日、東京都指定文化財。
大型のまいまいず井戸。「メットウ」とは海で採れる大型の巻き貝の一種（ギンタカハマ貝）のこと。
明治13年（1880年）、八丈島の旧大賀郷村村民によって掘られた。八丈島に上水道が整備された昭和30年（1955年）まで島民の生活用水や寄航した船舶への給水などに使用された。井戸内の螺旋状の小径には旧大賀郷村村民の就労を記念する石碑が建てられ、水神が祀られている。
式根島まいまいず井戸
東京都新島村式根島
明治25年（1892年）に造られた。戦後新島から上水道が引かれたため使用されなくなった。
徳島市の蔵珠院境内のまいまい井戸
徳島県徳島市国府町芝原字宮ノ本3
とくしま市民遺産。
直径4から5 m、深さ3 m。
掘削年代不詳。スロープは左巻きでやや小ぶりのまいまい井戸。蔵珠院の祭事に使用していたという。
- 七曲井（南側から）
- 府中市郷土の森博物館の復元まいまいず井戸
- 五ノ神まいまいず井戸
- 式根島のまいまいず井戸
- 蔵珠院のまいまい井戸
- 八重根のメットウ井戸